# Nikomed Ravnihar
Nikomed Ravnihar (tudi Raunicher), slovenski pravnik, * 14. september 1840, Križ, † 17. marec 1928, Maribor.
Ravnihar je gimnazijo obiskoval v Ljubljani in leta 1862 maturiral, nato tri leta študiral pravo na pravni akademiji v Zagrebu. Po končanem študiju je bil prisednik brez glasovalne pravice (avskultant) pri deželnem sodišču v Ljubljani, opravil sodni izpit v Gradcu, služboval pri okrajnem sodišču v Idriji in Postojni, po avstro-ogrski okupaciji Bosne pa v Cazinu, Bihaču in Tuzli (1879-1885), nato do upokojitve 1897 spet v Postojni.
Kot visokošolec je v Zagrebu sodeloval z L. Tomšičem in 
uredil 3. do 6. zvezek lista Torbice jugoslavjanske (jugoslavenske) mladosti (1863–1864), tam objavil nekaj svojih člankov in sestavil Kratek kranjsko-slovenski besednjak, »namenjen iztrebljivanju ptujih besedi iz čistega slovenskega jezika« (Zagreb, 1863), v katerem je za nemške spakedranke zbral povečini slovenske izraze in dodal za svarilo dva pogovora v pokvarjeni »kranjski šprahi«.